# José Avelino Gurgel do Amaral
José Avelino Gurgel do Amaral (Aracati, 10 de novembro de 1843 — Rio de Janeiro, 19 de julho de 1901) foi magistrado, jornalista e político brasileiro.

## Biografia
Era filho do capitão Antônio Gurgel do Amaral e de Maria Joana de Lima Gurgel do Amaral. Eram seus irmãos o igualmente magistrado Augusto Gurgel do Amaral e Quitéria Dulcineia Gurgel do Amaral, esposa do médico Rufino Antunes de Alencar.
Começou os estudos preparatórios em Icó sob a direção do professor Simplício Delfino Montezuma; frequentou a Faculdade de Direito do Recife, onde recebeu o grau de bacharel, em 1864, e doutorou-se, em 1872, juntamente com José Austragésilo Rodrigues Lima e Pedro Beltrão. Sua tese defendida foi: "A acessão será um modo natural de aquisição”. Os primeiros cargos que ocupou foram os de promotor público de Aquiraz e secretário da presidência de São Paulo. Mais tarde salientou-se no jornalismo e na política, tanto no regime monárquico quanto na república, representando o Ceará na Câmara dos Deputados por mais de uma vez.
Jornalista de pulso, redigiu em Fortaleza O Progressista, Jornal do Ceará e O Futuro, e no Rio de Janeiro, O Globo, O Cruzeiro, Vanguarda, Folha Nova, Brasil, Diário do Brasil, Correio Fluminense, Rio de Janeiro, O Constitucional, Diário do Comércio e O País. Ensaiou também o teatro, tendo escrito a peça As Aparências Iludem, encenada em março de 1875, em Fortaleza, espetáculo que destinava-se a beneficiar o Asilo de Alienados (hoje Hospital Psiquiátrico São Vicente de Paulo), que o Visconde de Cauípe tratava de fundar.
Em 2 de fevereiro de 1866, casou-se com Augusta de Castro Meneses, filha do capitão de fragata Augusto César de Castro Meneses e de Maria Isabel Florim de Castro Meneses, portanto neta do Senador liberal Manuel do Nascimento Castro e Silva. Sua esposa, porém, faleceu dois anos depois, em 31 de julho de 1868. Casou-se pela segunda vez com Eulália Ramos de Barros, filha do Barão de Nazaré, com quem teve três filhos, cujo primogênito foi Silvino de Barros Gurgel do Amaral, diplomata.
José Avelino faleceu com apenas 57 anos, depois de sofrer um ataque de apoplexia. Seu corpo foi sepultado no Cemitério São João Batista, no Rio de Janeiro.

### Carreira política
Como representante do Partido Liberal, nas eleições de 1881, foi candidato a deputado geral no 8º distrito da Província do Ceará, que abrangia as regiões de Aracati, Limoeiro, Russas, Morada Nova e outras cidades. No entanto, foi derrotado pelo candidato conservador Álvaro Caminha.
Com o advento da República, foi eleito deputado constituinte em setembro de 1890. Tomou posse em novembro seguinte, e após a promulgação da Constituição em 24 de fevereiro de 1891 passou a exercer o mandato ordinário. Esteve ao lado do marechal Deodoro da Fonseca quando este fechou o Congresso em 3 de novembro de 1891. Por ter sido um dos signatários do “Manifesto” em favor da medida adotada pelo marechal, com a queda de Deodoro em 23 de novembro, teve que morar por algum tempo na Europa. Voltou a ser eleito em 1898 e exerceu o mandato de maio desse ano a até sua morte.

### Obras escritas
É autor de uma célebre comédia, reconhecida por Clóvis Beviláqua: "As aparências iludem" (peça, 1875). Além desta, também escreveu, dentre outras: "Questões do rio da Prata" (1869); "Perfil político e parlamentar do conselheiro Junqueira" (1896) e "História contemporânea" (1899). Também teria redigido uma obra em homenagem às bodas de prata da Princesa Isabel e do Conde D'Eu, mas teria queimado sua própria obra quando ocorreu a Proclamação da República.

### Homenagens
Foi cavaleiro da Legião de Honra da França e da Ordem de Santo André da Rússia.